# Pararctia
Pararctia is een geslacht van vlinders van de familie spinneruilen (Erebidae), uit de onderfamilie Arctiinae.

## Soorten
- P. lapponica (Thunberg, 1791)
- P. subnebulosa Dyar, 1899
- P. tundrana Tshistjakov, 1990